# Pauselijke kroning

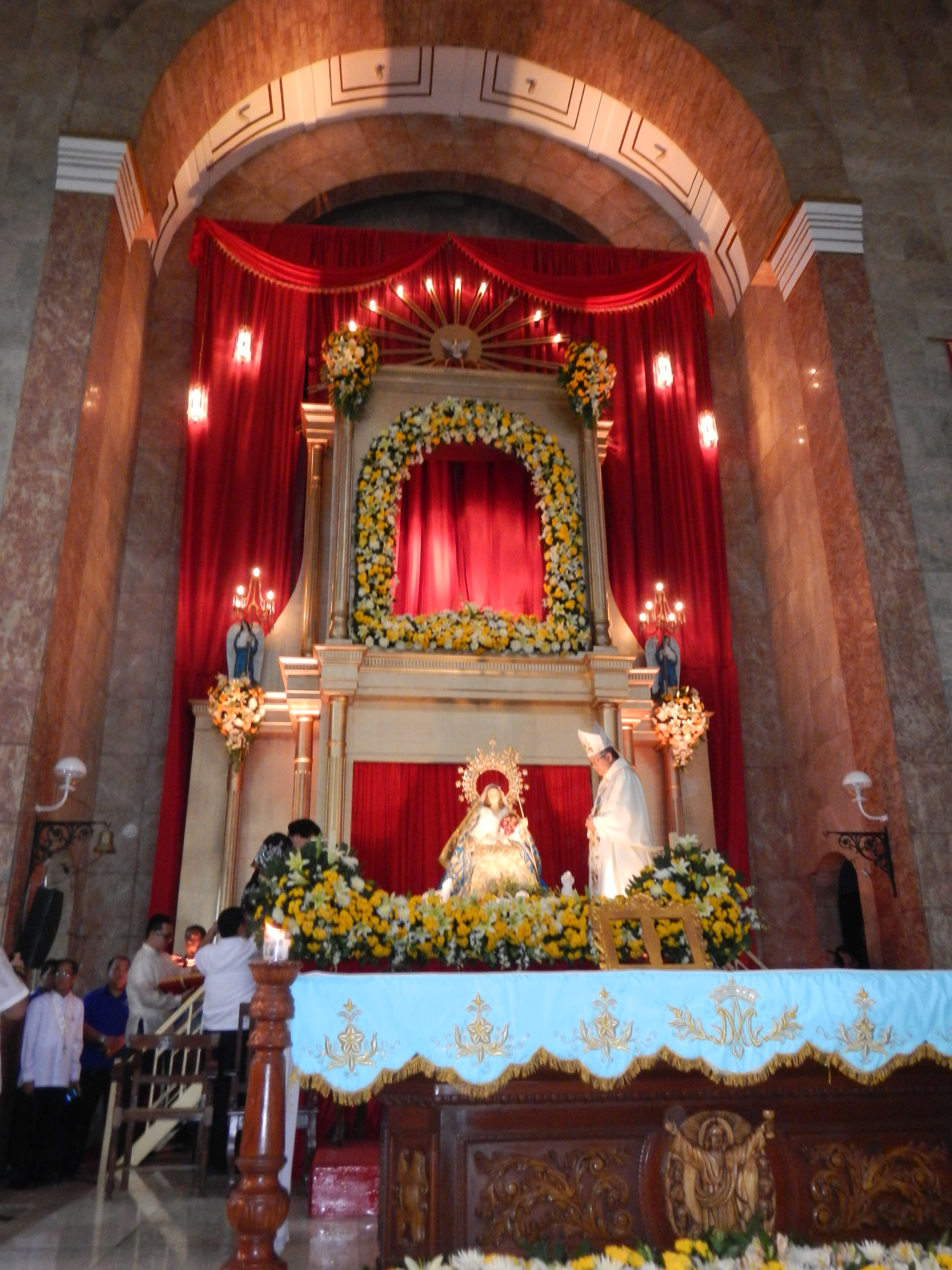
Viering op de Filipijnen van de kroning van een Mariabeeld 50 jaar eerder

Een pauselijke kroning is een katholieke kroningsritus toegekend aan een genadebeeld. Slechts weinig devotiebeelden worden in opdracht van de paus gekroond. Voor een bedevaartsoord is dit de hoogste erkenning die mogelijk is.

## Kroningsceremonieel
Slechts aan bepaalde beelden wordt bij pontificaal privilege een canonieke kroning verleend. Meestal worden een beeld gekroond bij een bijzondere gelegenheid. Voor een bisschop is het een eer om namens de paus een beeld te mogen kronen. 
Voor een kroning dient een verzoek aan de pauselijke nuntius gedaan te worden die dit overbrengt aan de Curie in Rome. Er wordt vervolgens onderzocht of het beeld wel in aanmerking komt voor een kroning. Indien de Curie een gunstig advies geeft is het aan de paus om het verzoek te aanvaarden. Er wordt dan een bul afgekondigd met onder andere de naam van de prelaat die namens de paus het beeld mag kronen. Er worden voor Maria en Kind Jezus kronen besteld bij een edelsmid. De kosten daarvoor worden voldaan uit giften.
Op de dag van de kroning worden de kronen door de bisschop gewijd, en vervolgens plechtig op het hoofd gezet terwijl een kroningsformule wordt uitgesproken. Bij de gelegenheid zijn vaak veel belangrijke gasten aanwezig. 

## Pauselijk gekroonde beelden
Er zijn wereldwijd tientallen beelden die pauselijk gekroond werden. Elke paus heeft wel enkele beelden vereerd met een bekroning. Paus Benedictus XVI kroonde in totaal zeven beelden, Franciscus tot en met 2016 een zestal beelden, waaronder de Virgen del Rocio de Malaga in 2015.

### België

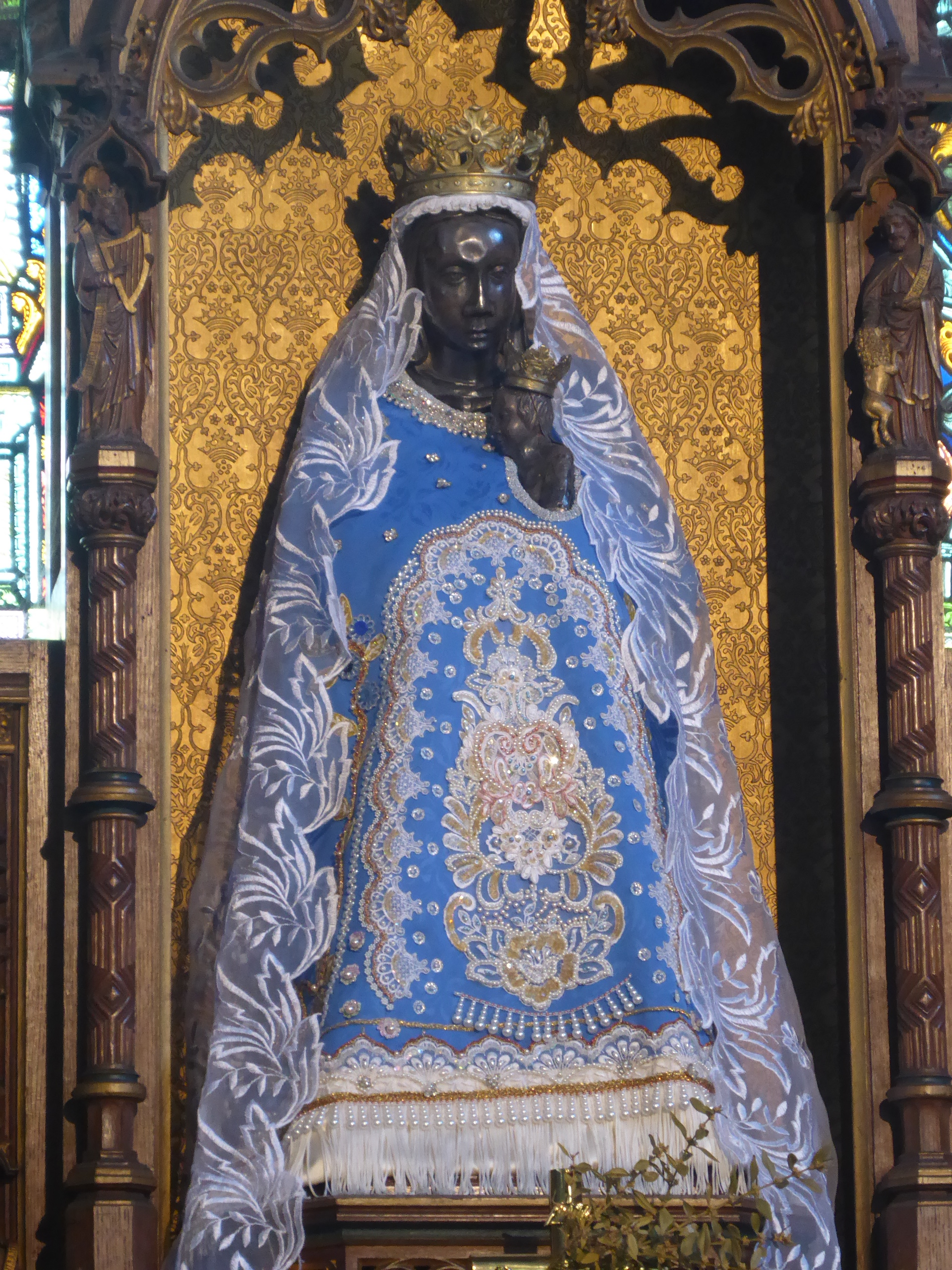
Onze-Lieve-Vrouw van Walcourt.

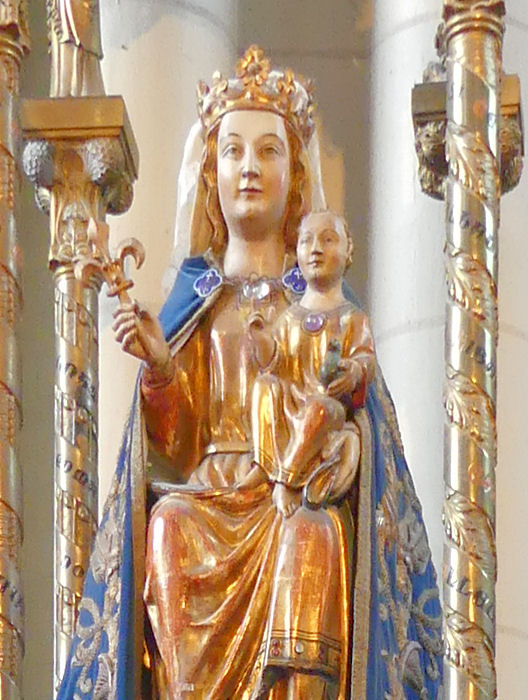
Onze-Lieve-Vrouw van Laken

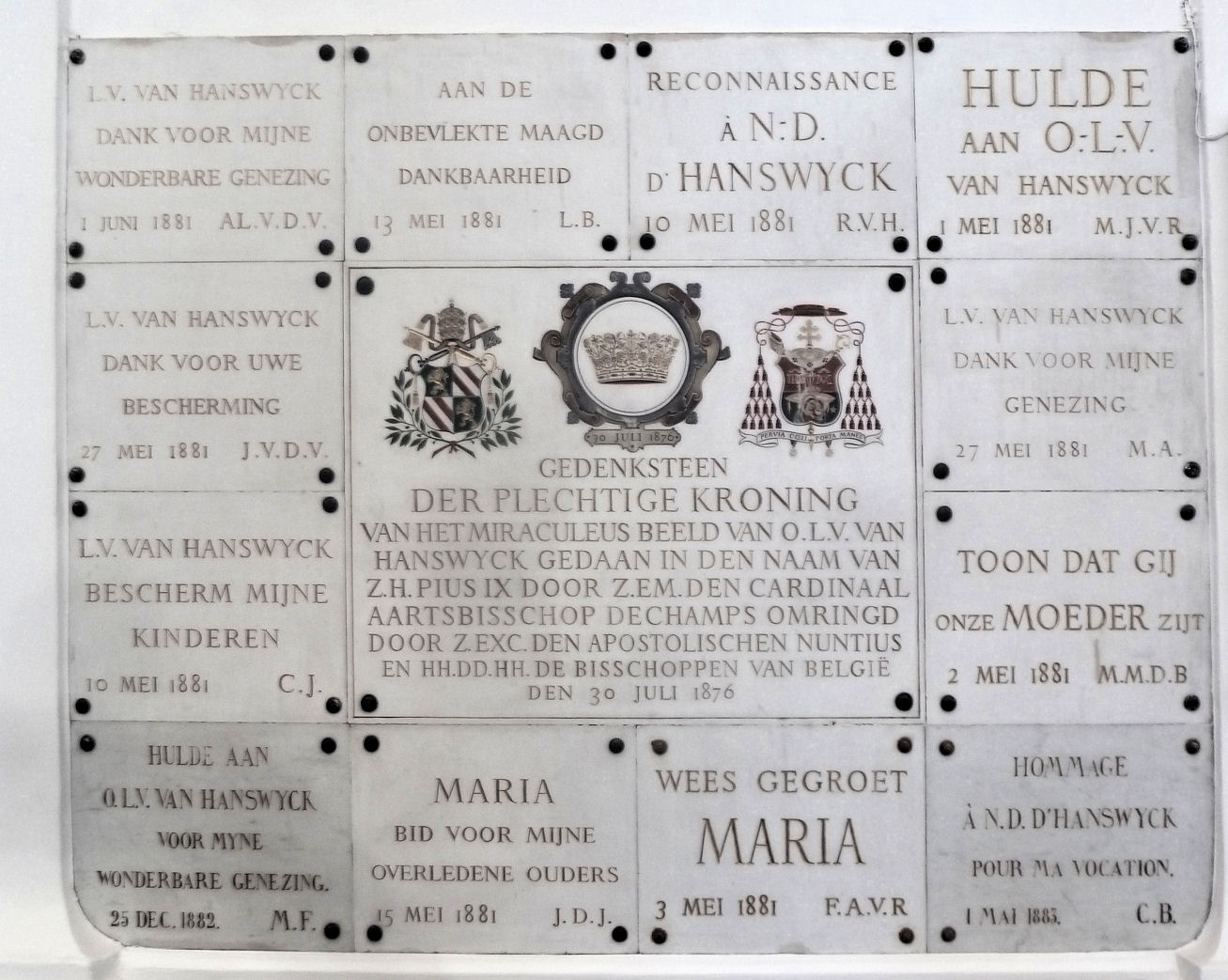
marmeren votiefsteen, Mechelen.

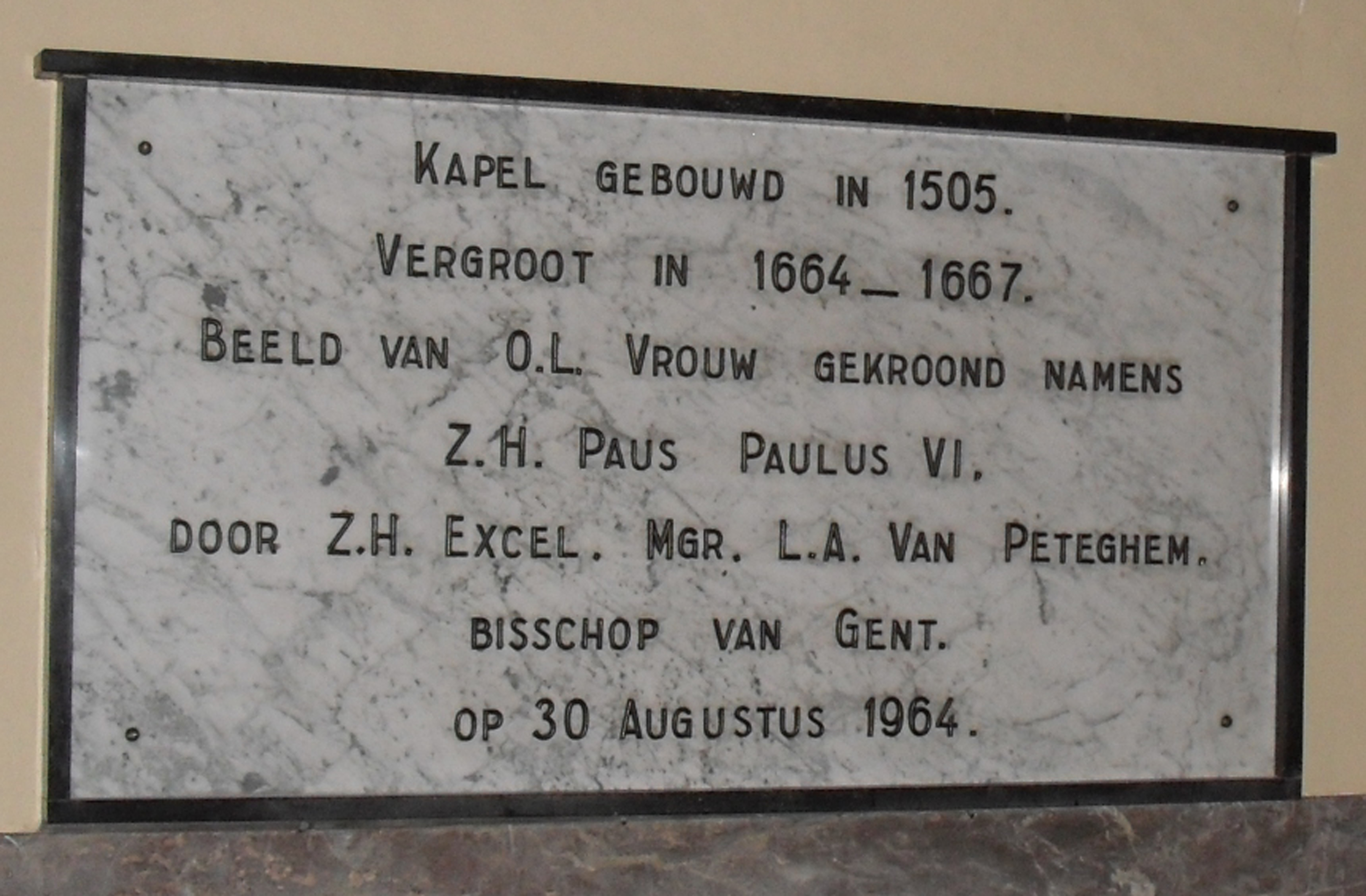
Marmeren votiefsteen te Buggenhout

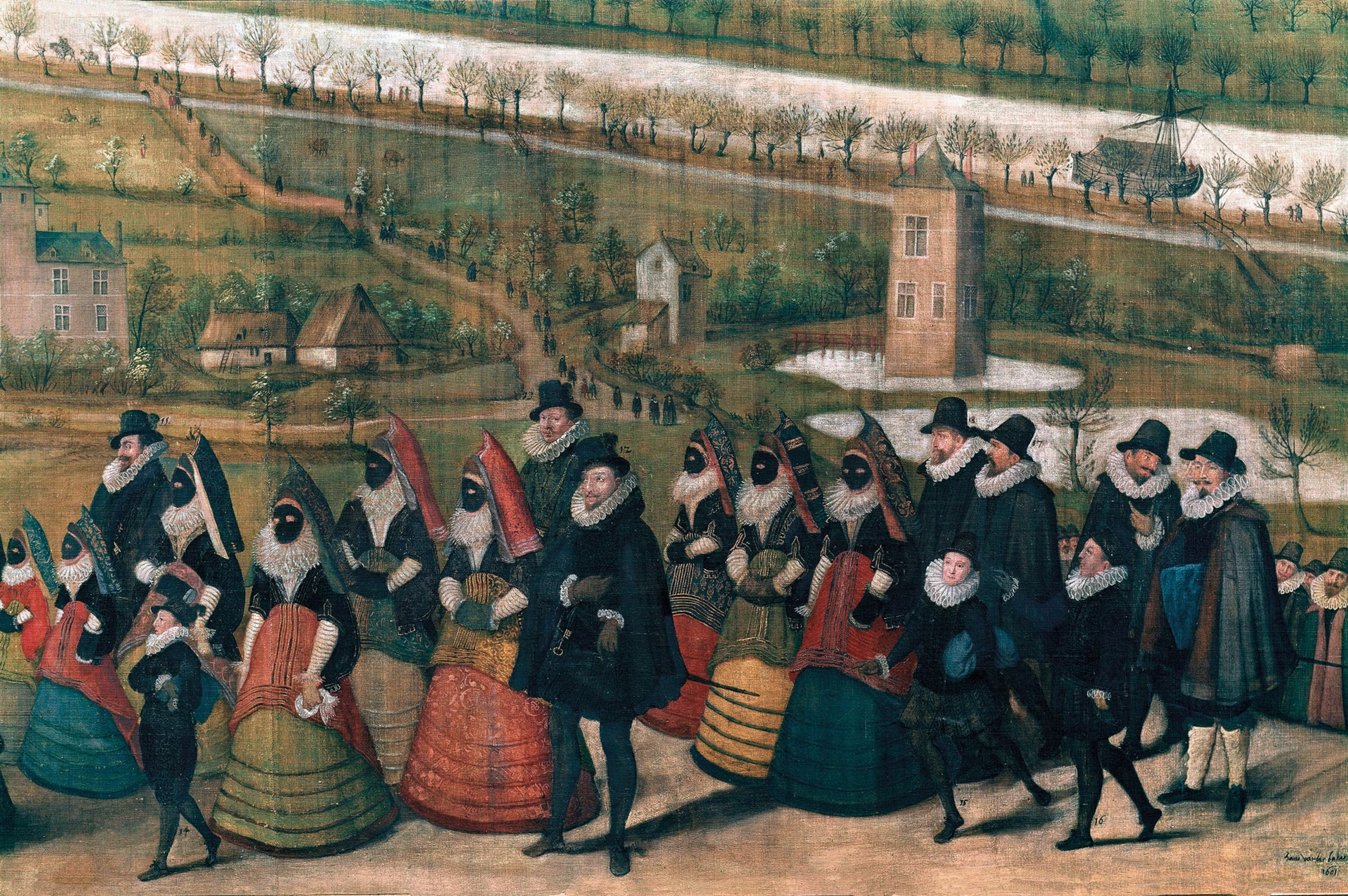
de Bedevaart van de Aartshertogen Albrecht en Isabella naar OLV van Laken.

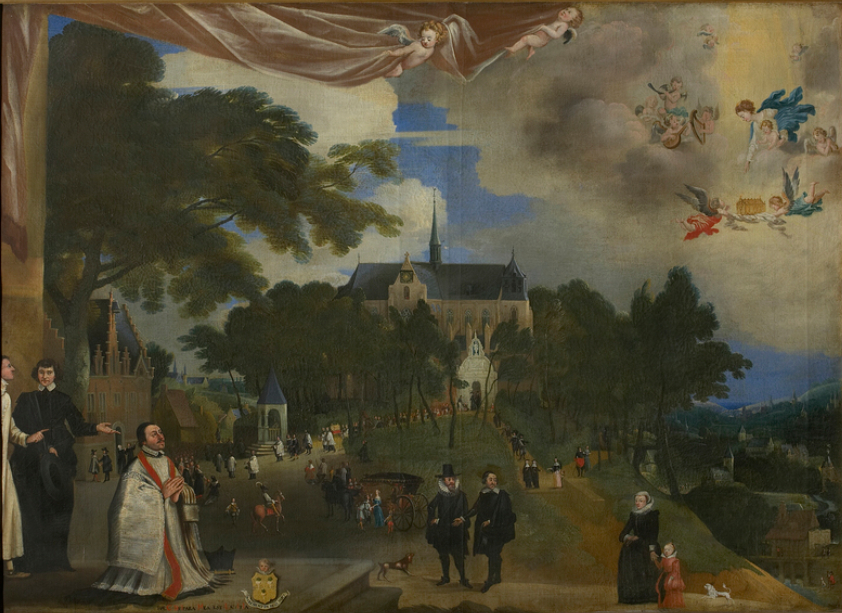
Bedevaart naar OLV van Wavre-Basse, verz. Sint-Kwintenskerk, Leuven.

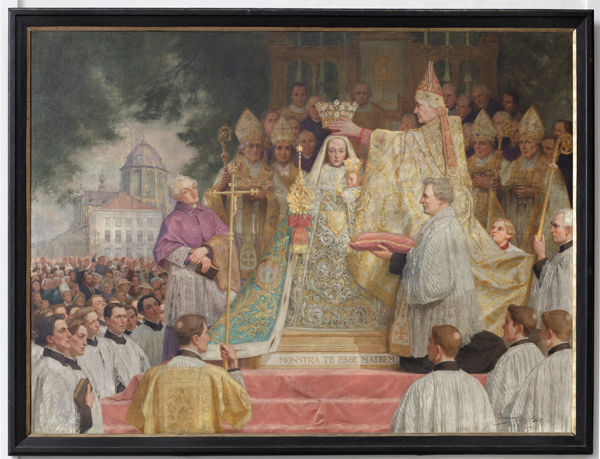
Schilderij van de Pauselijk Kroning te Hanswijk door Mgr. Deschamps, Mechelen.

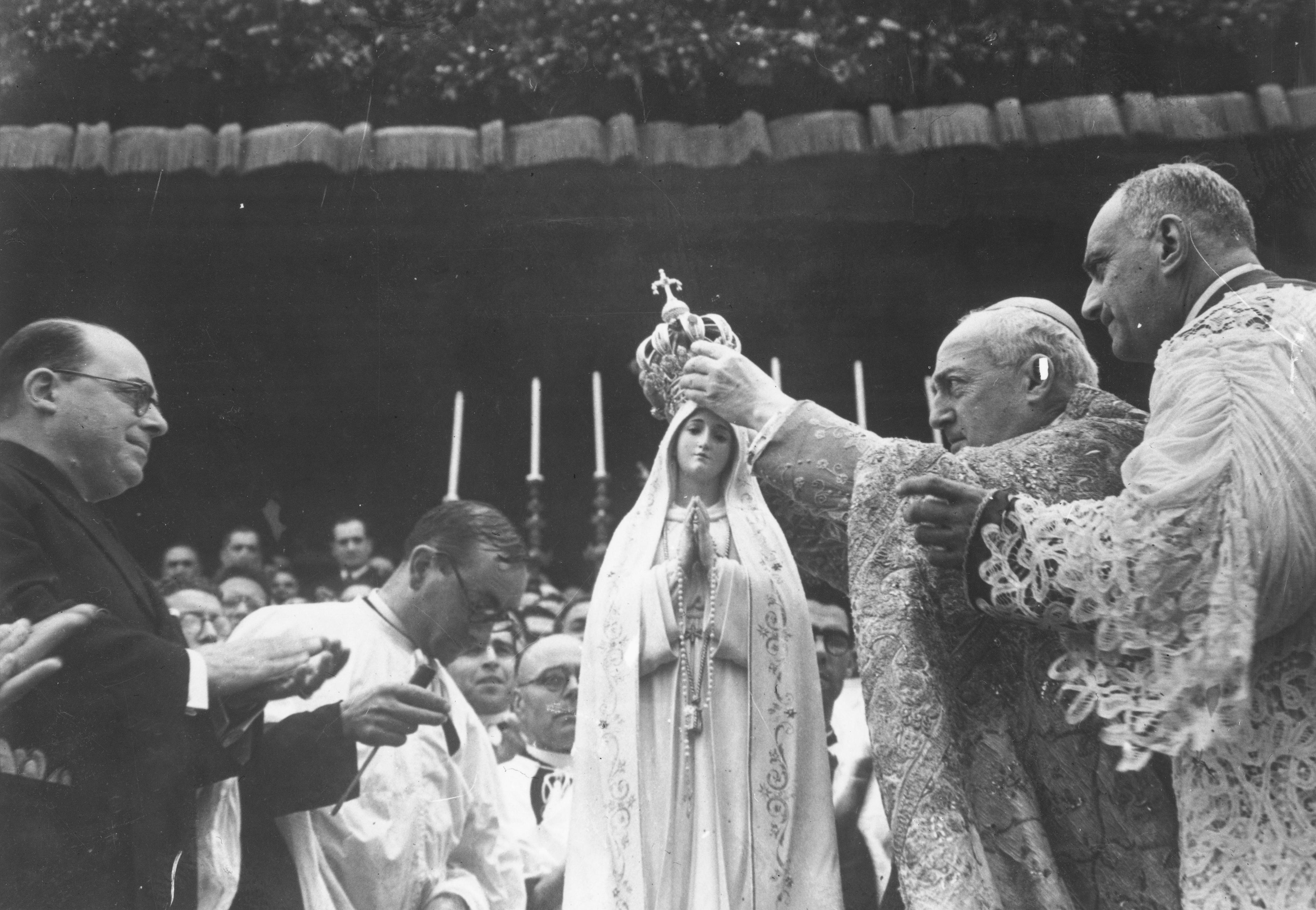
Kroning van OLV te Fatima in 1946, door kardinaal Benedetto Aloisi Masella.

De verering en devotie van de meeste Beelden stamt uit de late middeleeuwen, deze beelden kennen een oude processiecultuur. In België was het de gewoonte dat de koning of een lid van de koninkijke familie de kroning bijwoonde, dit gebeurde in Laken en in Jezus-Eik.
| Opdrachtgever | Jaartal van Kroning | Beeld                                                 | |
| ------------- | ------------------- | ----------------------------------------------------- | --- |
| Pius IX       | 1860                | Onze-Lieve-Vrouw van Vlaanderen                       | pauselijke kroning door Mgr. Goncella, nuntius. |
| Pius IX       | 15 augustus 1867    | Onze-Lieve-Vrouw van Virga Jesse                      | pauselijke kroning door mgr. de Merode |
| Pius IX       | 1872                | OLV van Scherpenheuvel                                | pauselijke kroning door mgr. Deschamps |
| Pius IX       | 1874                | Onze-Lieve-Vrouw van Halle                            | pauselijke kroning door mgr. Deschamps |
| Pius IX       | 1875                | Onze-Lieve-Vrouw van Walcourt                         | kroning door mgr. Gravez. |
| Pius IX       | 1876                | OLV van Hanswijk, (Mechelen)                          | pauselijke kroning door mgr. Deschamps, de kroon werd door Bourdon gesmeed. |
|               | 31 juli 1887        | Onze-Lieve-Vrouw van den Oudenberg, (Geraardsbergen)  | Kroning door Mgr. Lambrecht. |
|               | 1888                | Onze-Lieve-Vrouw van Lourdes (Oostakker)              | Kroning door mgr. Lambrecht. |
|               | 31 augustus 1890    | Onze-Lieve-Vrouw Oorzaak Onzer Blijdschap, (Tongeren) | pauselijk kroning door mgr. Doutreloux |
|               | 1892                | Onze-Lieve-Vrouw van Verviers                         | kroning door Mgr. Doutreloux. |
|               | 1892                | Onze-Lieve-Vrouw van Kerselare, (Oudenaarde)          | Kroning door Mgr. Stillemans. |
|               | 1896                | Onze-Lieve-Vrouw van la Sarte, (Hoey)                 | Kroning door mgr. Doutreloux. |
|               | 8 sept. 1897        | Onze-Lieve-Vrouw van Basse-Wavre                      | Kroning door kardinaal Goossens. |
|               | 1 mei 1898          | Onze-Lieve-Vrouw van Kortenbos                        | pauselijke kroning door mgr. Monseigneur de Montpellier |
|               | 1899                | Onze-Lieve-Vrouw van Antwerpen                        | pauselijke kroning door mgr. Deschamps. |
|               | 1902                | Onze-Lieve-Vrouw van Dadizele                         | Kroning door Mgr. Waffelaert. |
| Pius X        | 19 June 1907        | Onze-Lieve-Vrouw-ter-Koorts                           | |
| Pius X        | 10 mei 1908         | OLV van Lebbeke                                       | |
| Pius X        | 1912                | OVL van Gaverland, (Melsele)                          | pauselijke kroning door mgr. Stillemans |
|               | 1914                | Onze-Lieve-Vrouw der Zoete Nood Gods (Lede)           | |
| Pius XI       | 1924                | OLV van Jezus Eik                                     | pauselijke kroning door Kardinaal Mercier, in bijzijn van Prinses Marie-Jose |
|               | 1934                | Onze-Lieve-Vrouw van Alsemberg                        | kroning door Kard. Van Roey. |
| Pius XI       | 17 mei 1936         | Onze-Lieve-Vrouw van Laken                            | kroning door kardinaal Jozef-Ernest van Roey, de kroning werd bijgewoond door koning Leopold III en Prins Boudewijn, die nog in rouw waren voor het overlijden van koningin Astrid. |
|               | 14 aug. 1956        | Maagd der Armen, (Banneux)                            | Kroning door Mgr Efrem Forni, Nuntius. |
| Paulus VI     | 30 aug. 1964        | Onze-Lieve-Vrouw Nood Gods, (Buggenhout)              | kroning door Mgr. van Peteghem. |

### Nederland
- Sterre der Zee (Maastricht), pauselijke kroning op 15 augustus 1912 door mgr. Drehmanns
- Onze Lieve Vrouwe in 't Zand, 1877.[6]
- Onze-Lieve-Vrouw behoudenis der Kranken, Oostrum, door mgr. Paredis in opdracht van Leo XIII

### Spanje
In Spanje zijn er zeer veel beelden gekroond met pauselijk recht.
- de Zwarte Madonna van Montserrat, een Sedes sapientiae uit Catalonië.
- Virgen de los Milagros, persoonlijk gekroond door paus Johannes Paulus II in 1993
- Virgen de la Peana, gekroond door paus Pius XII 1948 in bijzijn van Koning Alfonso
- Virgen de Guadalupe pauselijke kroning door Kardinaal Segura in 1928, de kroning werd bijgewoond door tientallen bisschoppen, Koning Alfonso, die ook een kroon uit diamanten en wit goud schonk. Een mantel geborduurd met 30.000 parels werd geschonken door giften.
- Virgen de la macarena, pauselijke kroning in 1964 op last van Johannes XXIII in bijzijn van Franco
- Virgen del Rocio, pauselijke kroning op last van Benedictus XV door mgr. Almaraz, aartsbisschop van Sevilla in 1919
- Virgen de los Reyes, pauselijke kroning 4 december 1904 door mgr. Ciriaco María Sancha
- Virgen del Pilar, 20 mei 1905, de kronen werden door koningin Maria Christina geschonken en gewijd door Pius X
- Virgen de la Almudena, Patrones van Madrid 10 november 1948
- Virgen de la Paloma, Madrid werd op 27 mei 2000 (jubeljaar) gekroond door mgr. Antonio María Rouco Varela.

### Elders
- Salus Populi Romani, Rome
- Onze-Lieve-Vrouw van Aparecida

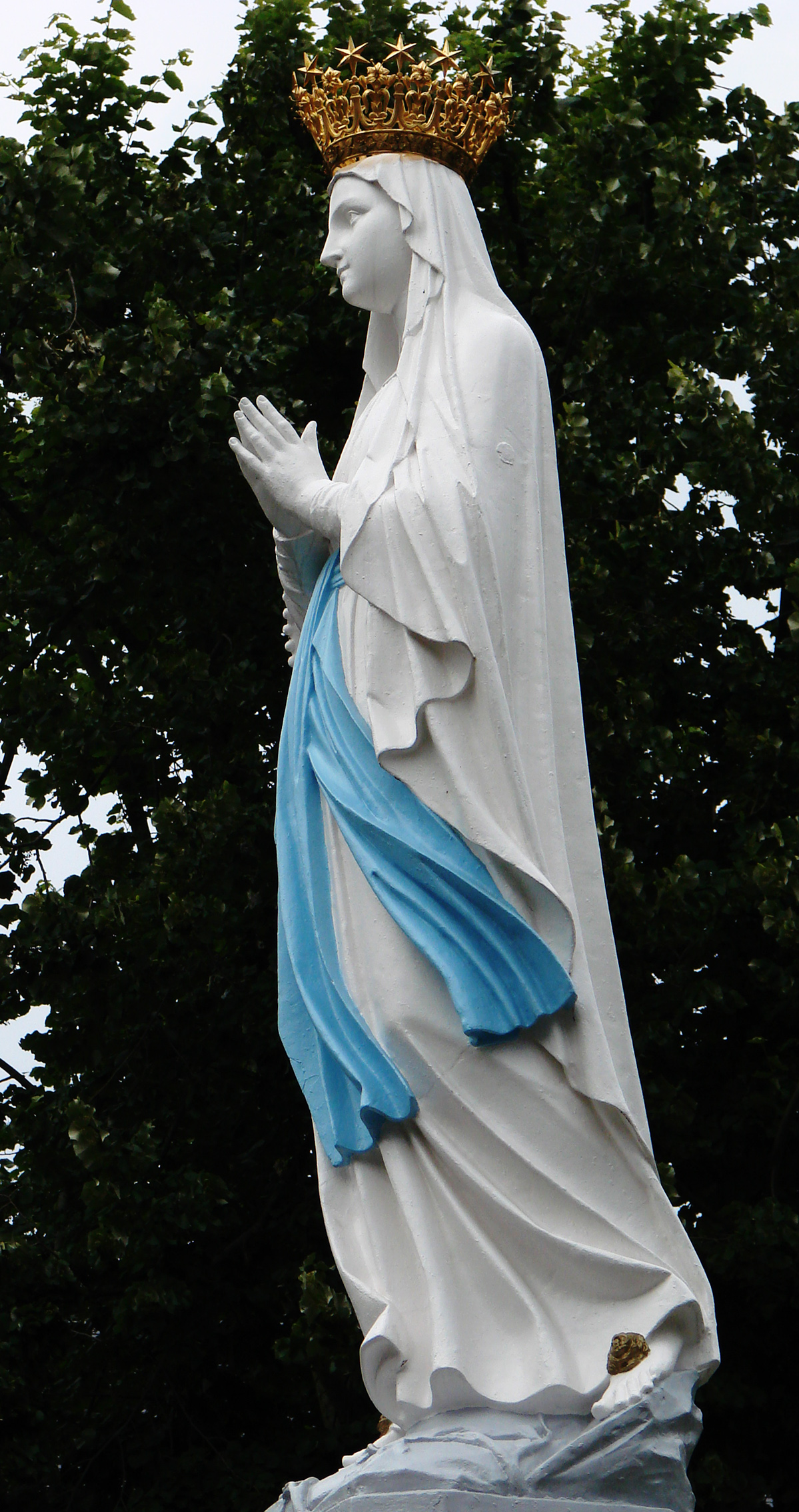
OLV van de Rozenkrans, Lourdes.

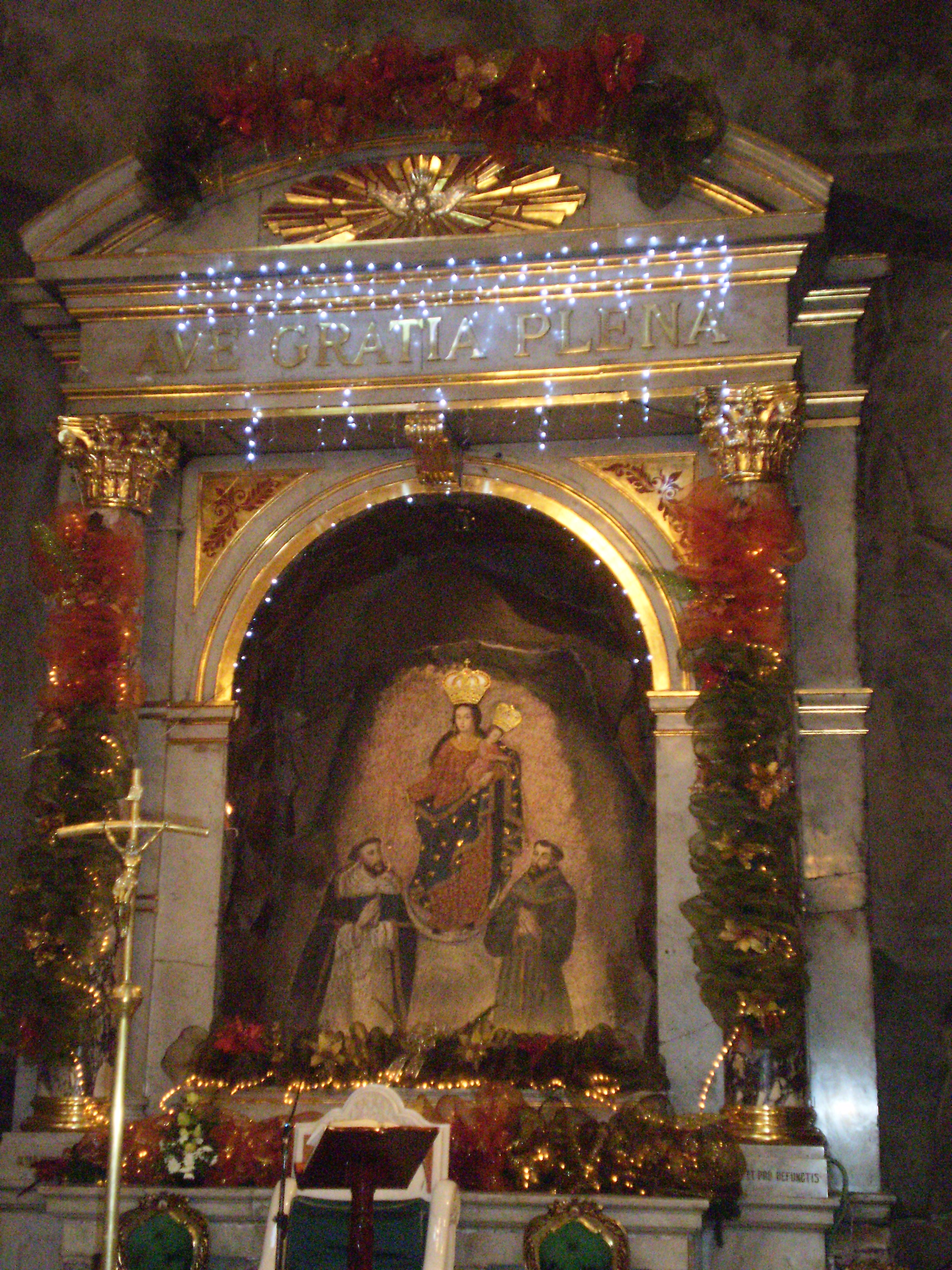
OLV van Las Lajas.

- Onze-Lieve-Vrouw van Troost, Kevelaer door Leo XIII.
- OLV van Fatima, Portugal. De kroon bevat een reliek van Paus Joannes Paulus II.
- Kindje Jezus van Praag door paus Benedictus XVI in 2009 voor de tweede keer pauselijk gekroond
- Onze-Lieve-Vrouw van de Rozenkrans, Lourdes: op 3 juli 1876 pauselijk gekroond door Pius IX.
- Notre-Dame de la Garde, Marseille: kroning in 1931.
- Onze Lieve Vrouwe van La Salette op 21 augustus 1879 door Leo XIII
- Onze-Lieve-Vrouw van Guadalupe op 12 oktober 1895 door Leo XIII
- de Zwarte Madonna van Częstochowa
- Magna Mater Austriæ
- OLV van Las Lajas, gekroond door Pius XII
- Maria van Aracoeli
- OLV van Loreto

## Na de kroning
Als het beeld eenmaal gekroond is, wordt het ter verering permanent tentoongesteld. Pauselijk gekroonde beelden worden met veel eerbied behandeld. Traditiegetrouw wordt het jubileum van de kroning ook gevierd; hiertoe wordt vaak opnieuw een jubelprocessie met pontificale hoogmis gevierd.